# Engelbert Regh

Engelbert Regh

Engelbert Regh (* 12. Februar 1887 in Köln; † 23. August 1955 in Stolberg) war ein deutscher Politiker (DVP, NSDAP, FDP).

## Leben und Wirken
Regh besuchte die Volksschule und das Kaiser-Wilhelms-Gymnasium in Köln. Er studierte Philologie, Geschichte und Staatswissenschaft in Bonn und Lille. 1914 wurde er zum Dr. phil. promoviert. Anschließend nahm er am Ersten Weltkrieg teil.
Nach dem Krieg wurde Regh Mitglied der Deutschen Volkspartei (DVP). Im Januar 1919 wurde Regh Geschäftsführer der DVP im Wahlkreis Köln-Aachen. Im Februar 1928 gründete Regh in Köln den Februar-Klub. 1929 wurde er Stadtverordneter in Köln.
Bei der Reichstagswahl im September 1930 wurde Regh als Kandidat der DVP für den Wahlkreis 20 (Köln-Aachen) in den Reichstag gewählt, dem er bis zum Juli 1932 angehörte.
Regh trat zum 1. Mai 1933 der NSDAP bei (Mitgliedsnummer 2.085.885) und wurde Bürgermeister der Stadt Stolberg. Im Anschluss an die Reichspogromnacht ließ Regh 26 jüdische Bürger verhaften, die daraufhin in das KZ Buchenwald verschleppt wurden.
Von 1945 bis 1955 gehörte Regh für die FDP dem Stadtrat und Kreistag von Stolberg an.

## Schriften
- Der aufgeklärte Despotismus, die Physiokraten, die englischen Frühliberalen und die Volksschule, Köln 1915. (Dissertation)
- Sturm um Afrika, Berlin 1934.